# Ur-Nungal
Ur-Nungal foi o sexto rei da primeira dinastia de Uruque e governante da Suméria, que havia governado por 30 anos. De acordo com a Lista de reis sumérios, ele seria o filho do divino Gilgamés e pai de seu sucessor Udul-Calama. Não se sabe muito sobre este rei, mas possivelmente ele fez uma manutenção do templo de Enlil em Nipur, de acordo com a inscrição de Tumal. Outras inscrições afirmam que Ur-Nungal cuidava da economia de subsistência, agricultura e pecuária.